# Обход города Воронежа

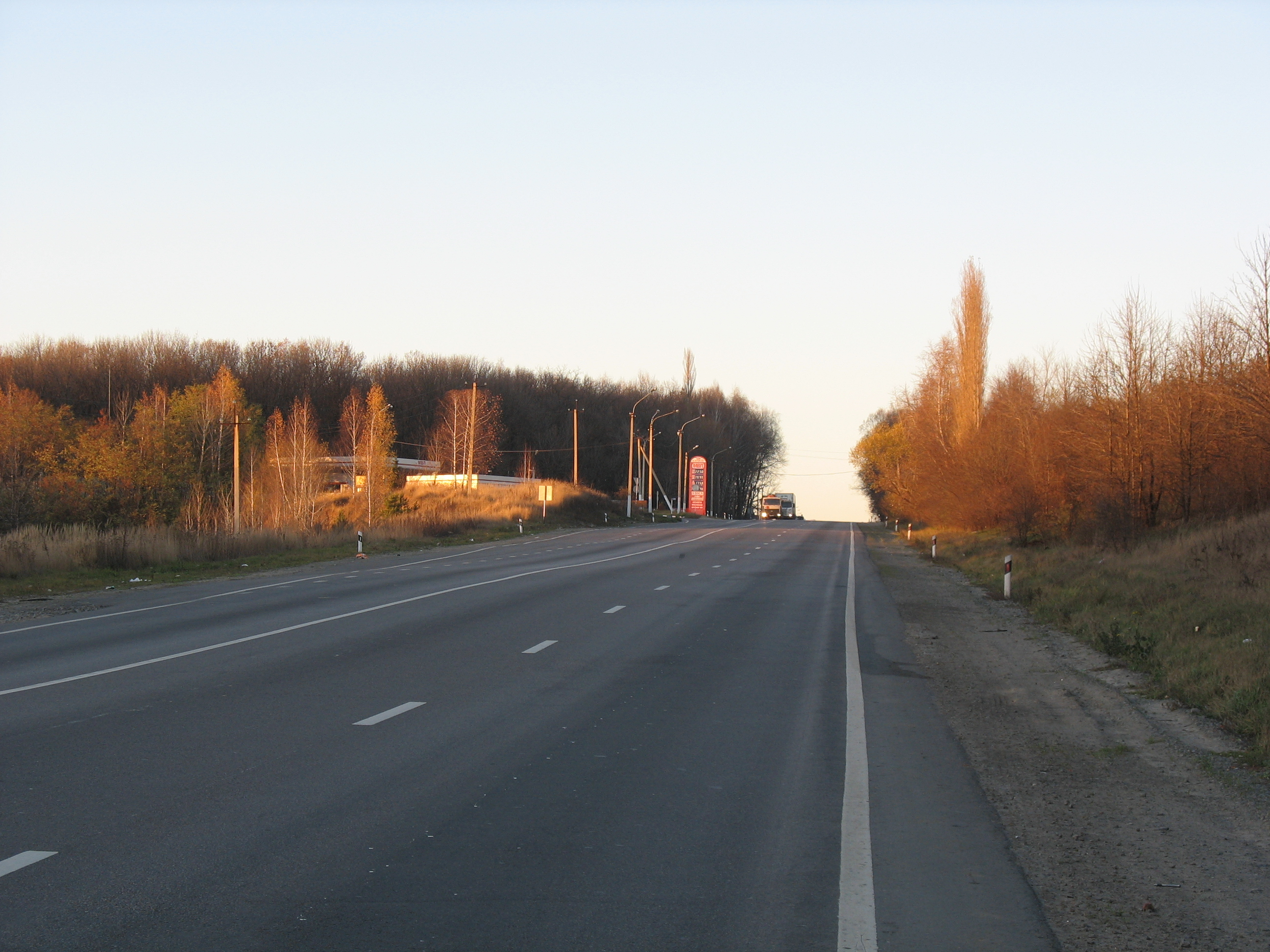
Дорога близ села Чертовицы (до реконструкции)

Обход города Воронежа — платная автомобильная дорога в городской черте Воронежа, построенная в обход Железнодорожного и Центрального районов города, соединяющая направления Воронеж — Москва и Воронеж — Ростов-на-Дону. Протяжённость — 26 км. Является частью трассы М4 Дон. На большей части своего протяжения носит городское название — улица Изыскателей.

## Общие сведения
На дороге уложено асфальтобетонное покрытие. На обходе Воронежа организовано движение в 6 полос с разделительным барьером. Обход города имеет 6 транспортных развязок и 9 примыканий. На 497 км организован надземный пешеходный переход с декоративным элементом в виде корабля. Дорога имеет выходы к микрорайонам Воронежа Боровое, Сомово, Отрожка, Репное, а также селу Чертовицы. Проходит на севере по территории Рамонского района. Также дорога имеет выход на трассу Р193 (на Тамбов) в районе улицы Остужева.
Ко дню 425-летия города Воронежа обход с 14 июля 2011 года начали расширять до 6-рядного. Торжественная сдача его в эксплуатацию произошла 15 ноября 2013 года.

## Оплата
Дорога является платной. Оплата проезда осуществляется на 515-м км магистрали Для движения без проезда по участку от улицы Остужева до улицы Димитрова дорога фактически является бесплатной.

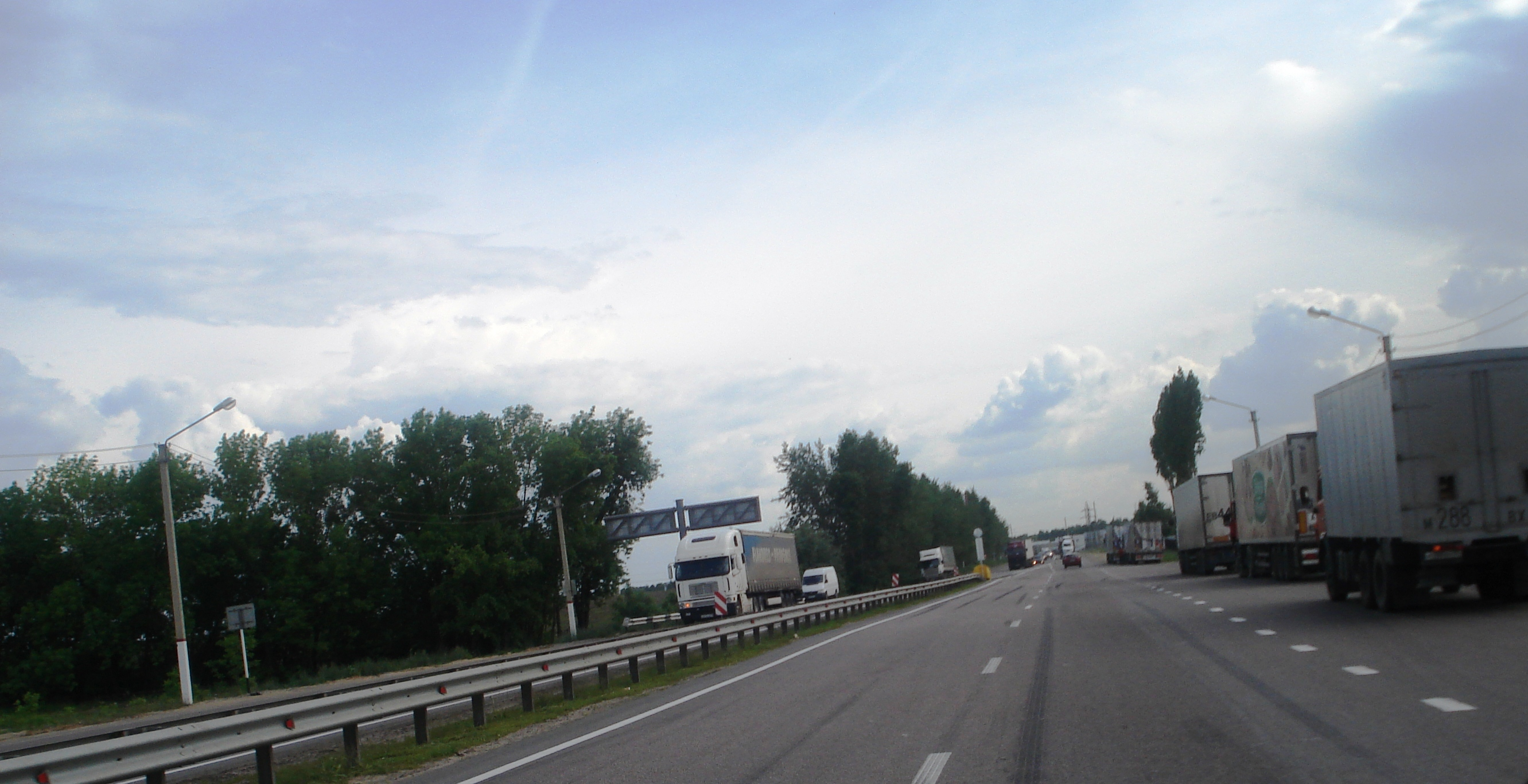
Пересечение с тамбовской трассой (до реконструкции)

## Перспектива
По генеральному плану Воронежа до 2020 года предполагается дальнейший вывод обхода города Воронежа через улицу Ильюшина на Южный мост, который соединит дорогу А144 и Окружную автодорогу с трассой «Дон» и практически закольцует трассу.